# Штангеєвська стежка

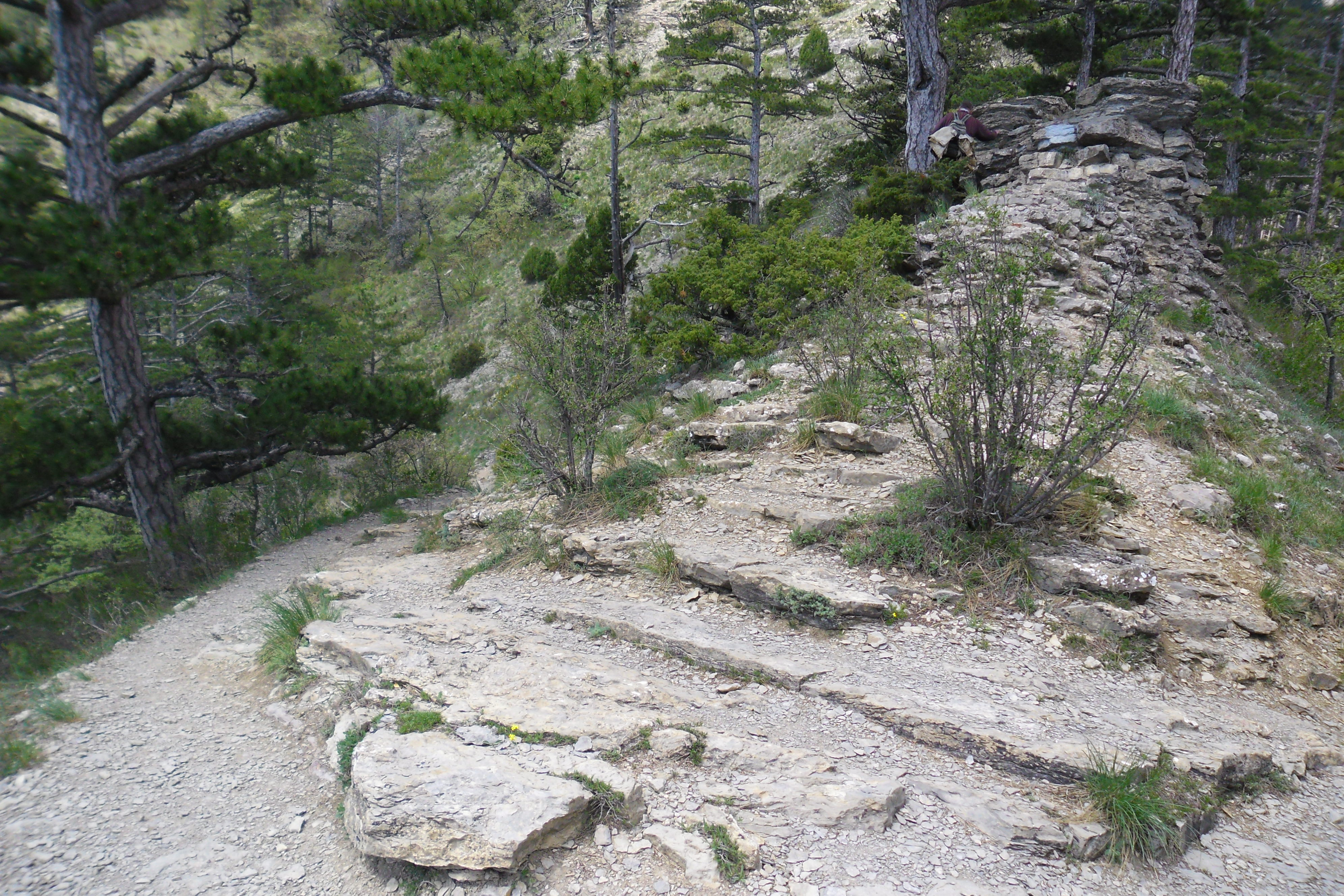
«Вилка» стежок: ліворуч і вниз веде власне Штангеєвська стежка, на гору — Велика Штангеєвська (Ставрікайська) стежка.

Штангеєвська стежка — гірська стежка в Криму, частина Боткінської стежки. Йде від скелі Ставрі-Кая до водоспаду Учан-Су.
Протяжність стежки — 2,6 км. Перепад висот — 250 м. Прокладена у 1898 р.
Поблизу скелі Ставрі-Кая стежка розділяється на власне Штангеєвську та Велику Штангеєвську (Ставрікайську) стежки. Перша йде до водоспаду Учан-Су, друга — на Ялтинську яйлу.
Стежка названа на честь Федора Тимофійовича Штангеєва (???? — 28 лютого 1900, Ялта) — ялтинського лікаря, спеціаліста по туберкульозу, громадського діяча.